# Donje Leskovice
Donje Leskovice (en serbe cyrillique : Доње Лесковице) est un village de Serbie situé sur le territoire de la Ville de Valjevo, district de Kolubara. Au recensement de 2011, il comptait 444 habitants.

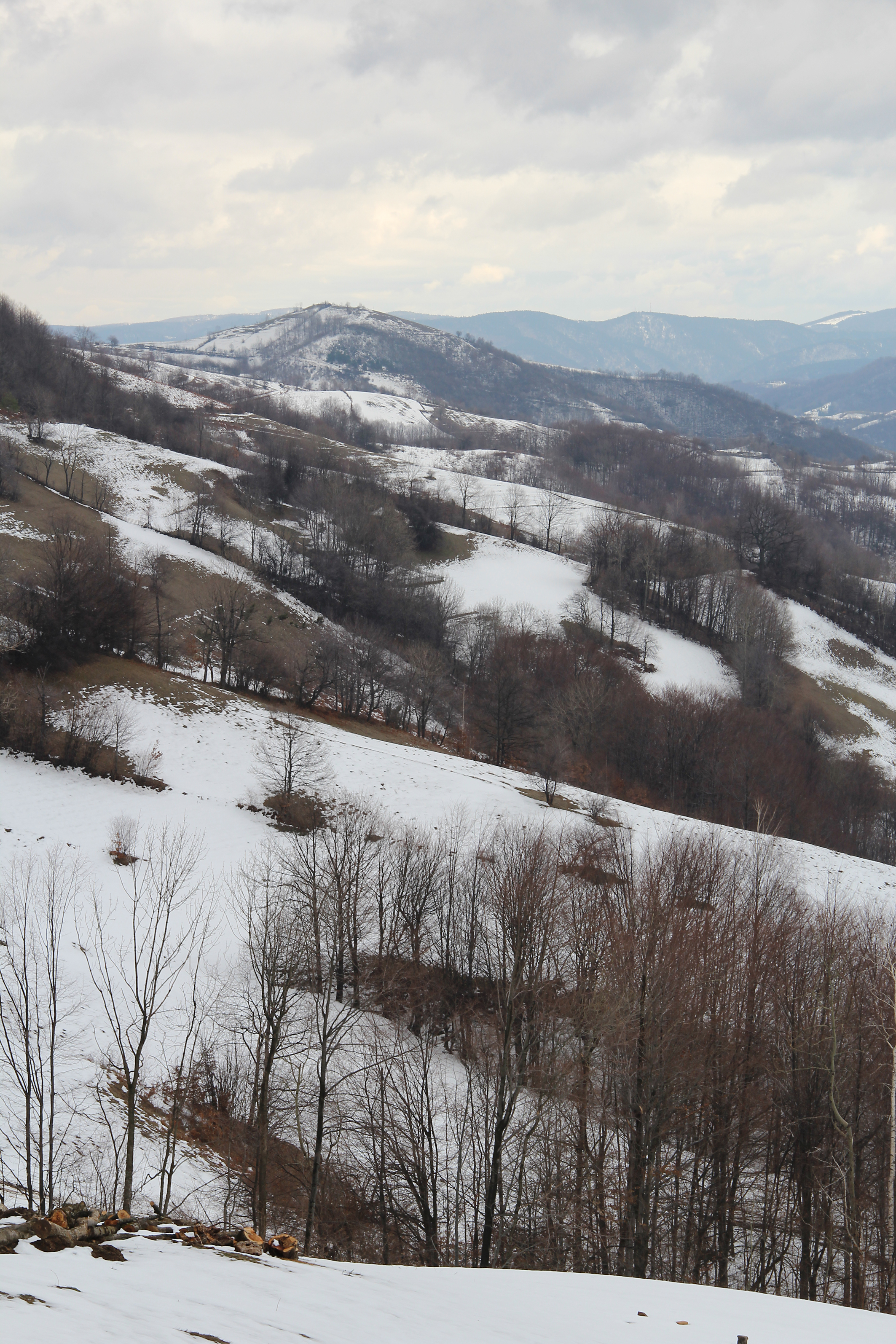
Donje Leskovice - panorama
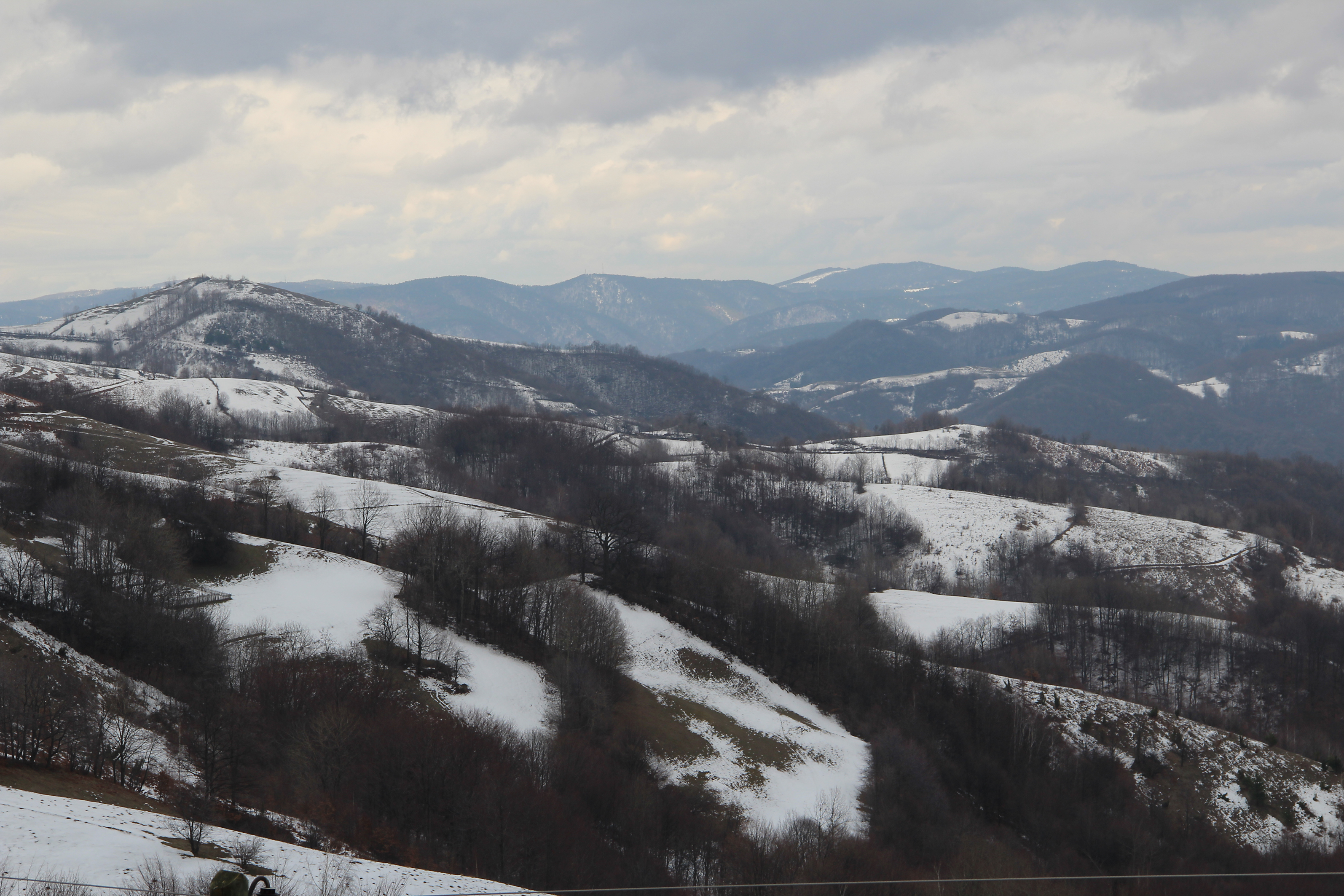
Donje Leskovice - panorama
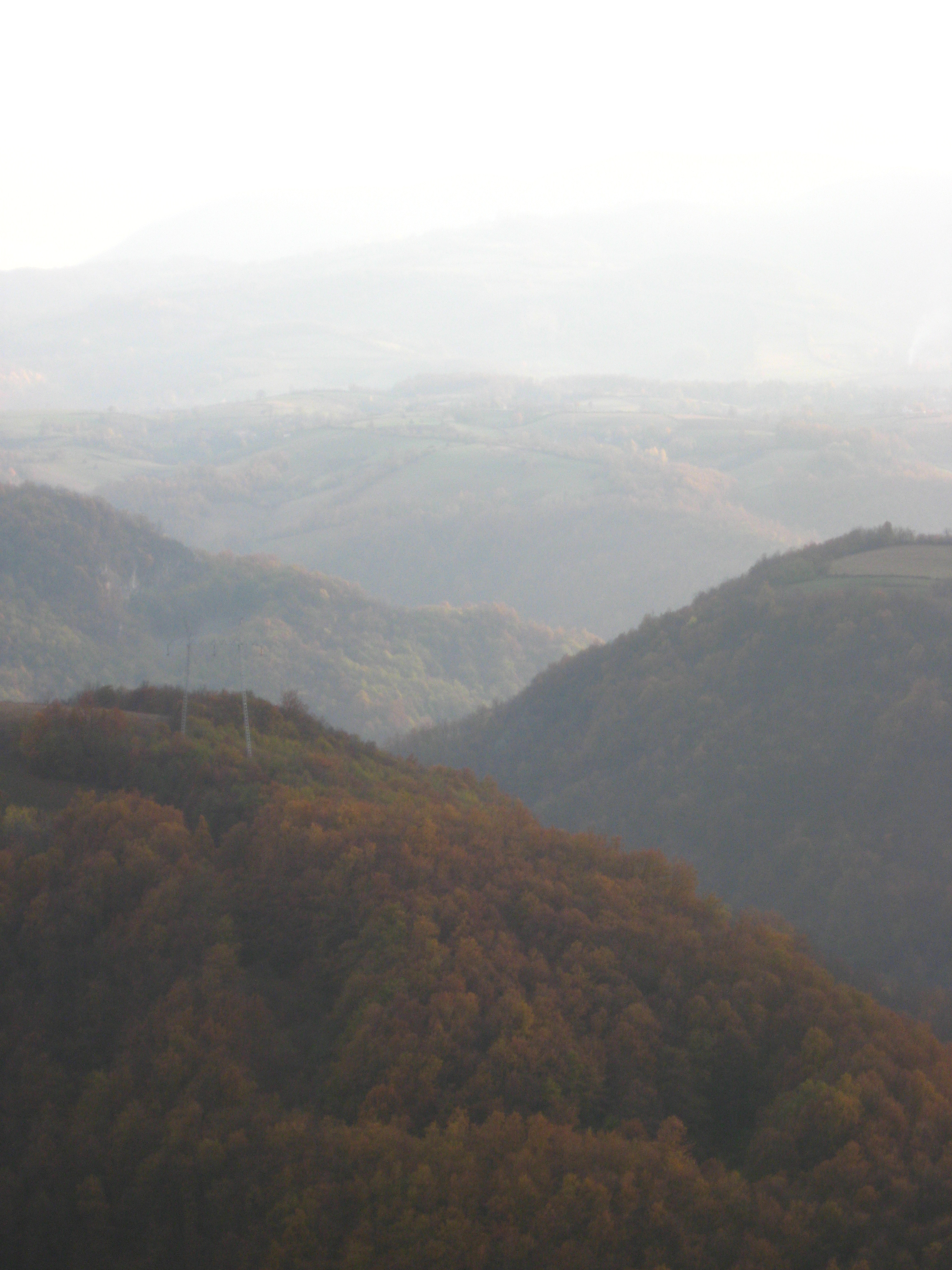
Donje Leskovice - panorama
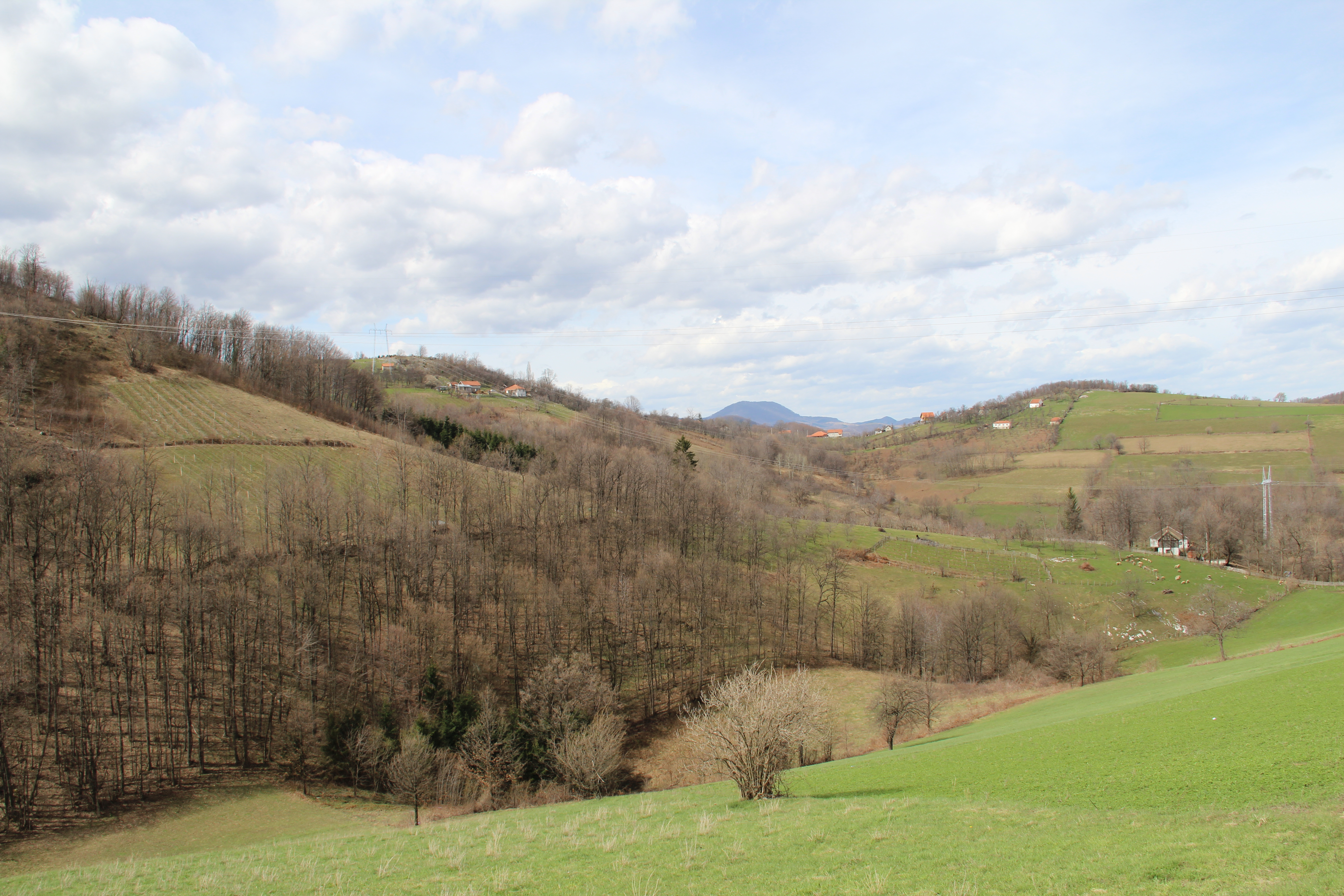
Donje Leskovice - panorama
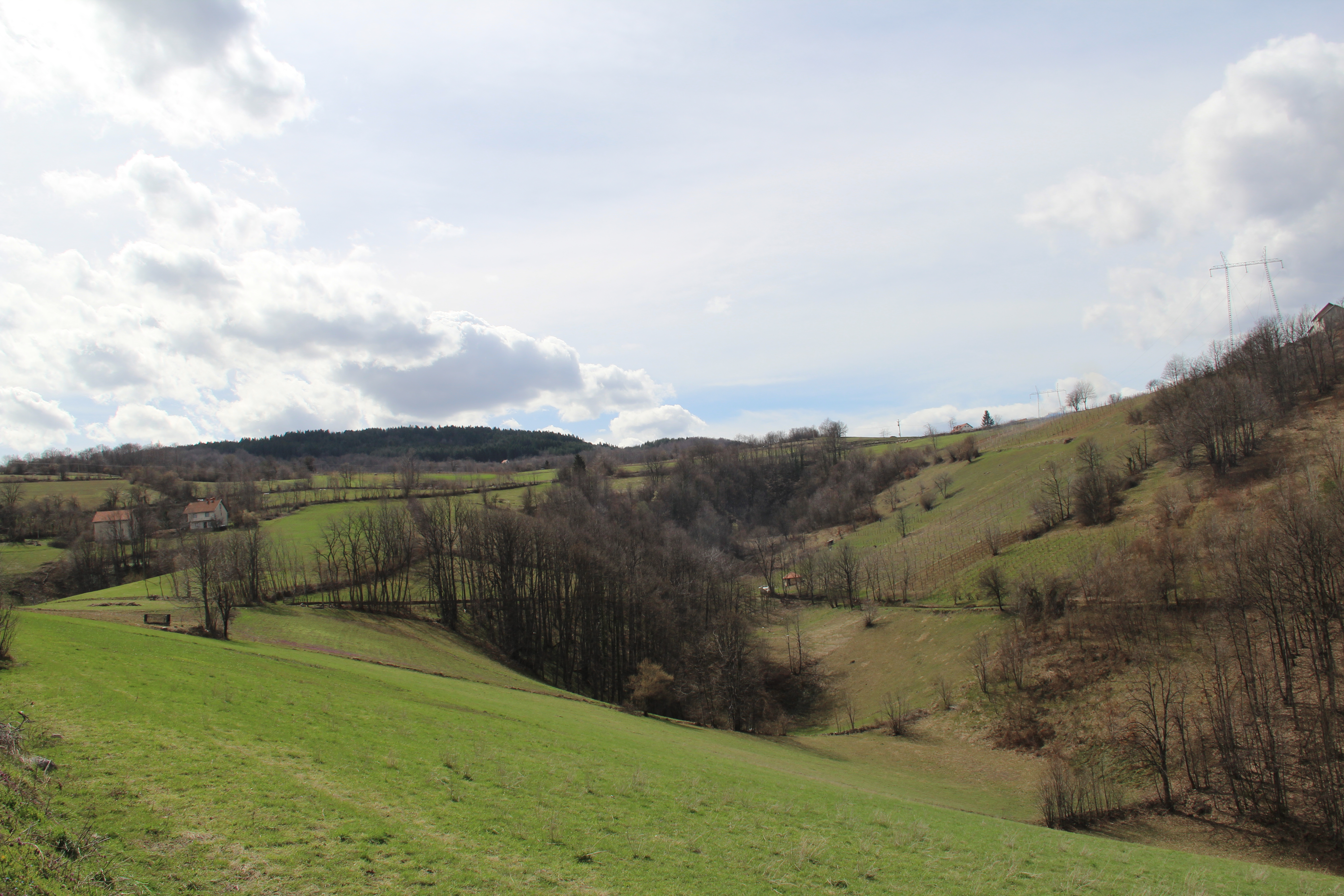
Donje Leskovice - panorama
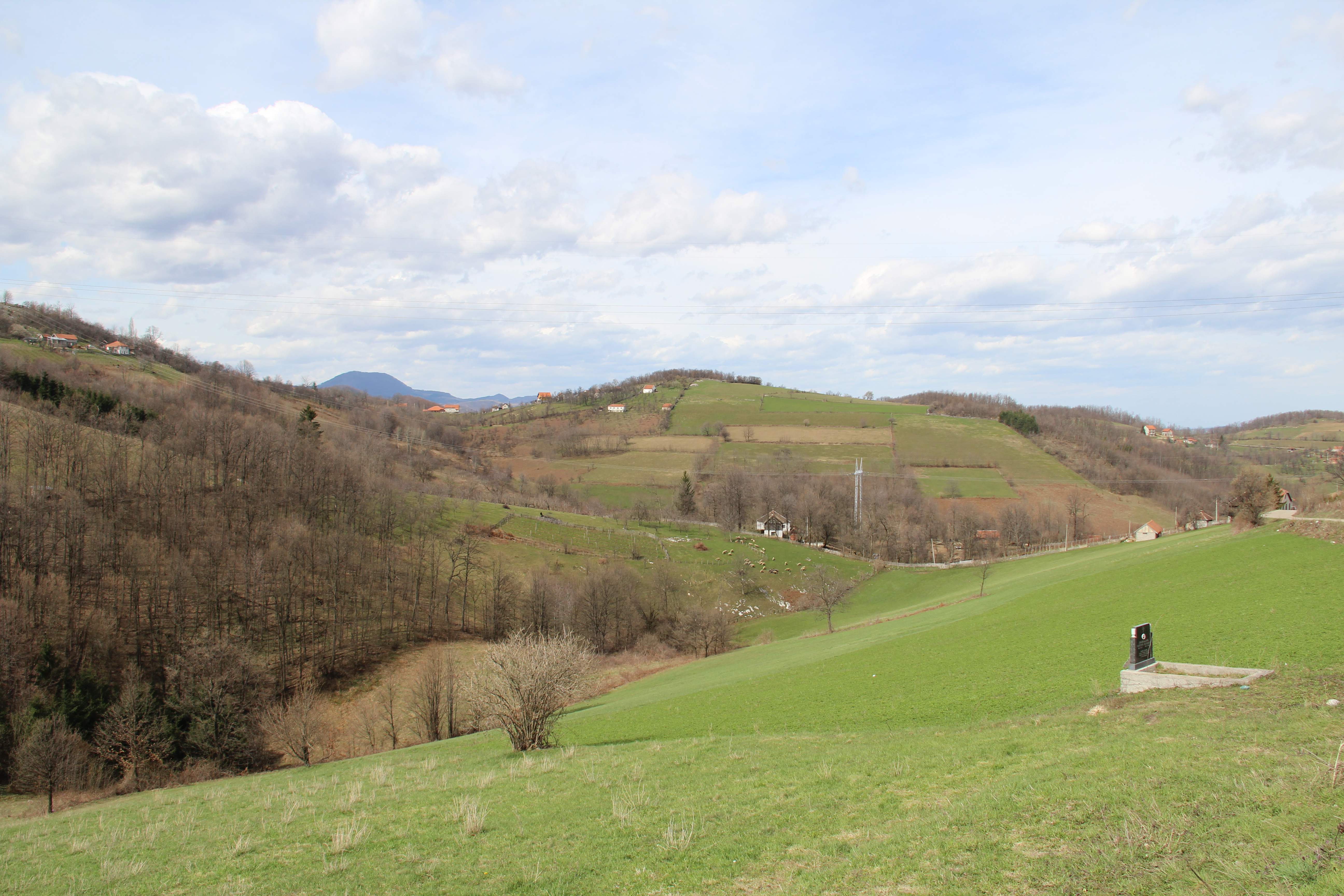
Donje Leskovice - panorama
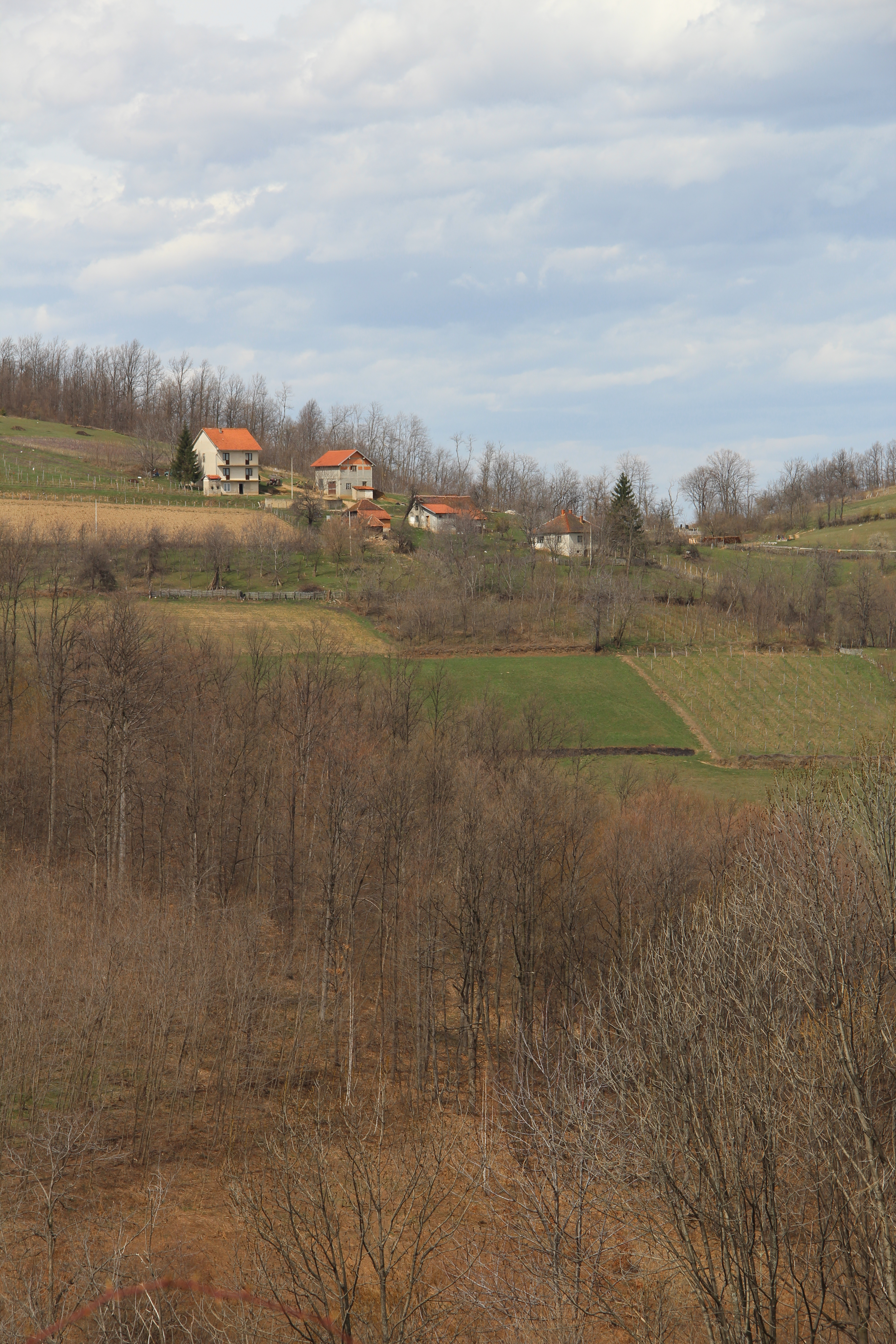
Donje Leskovice - panorama
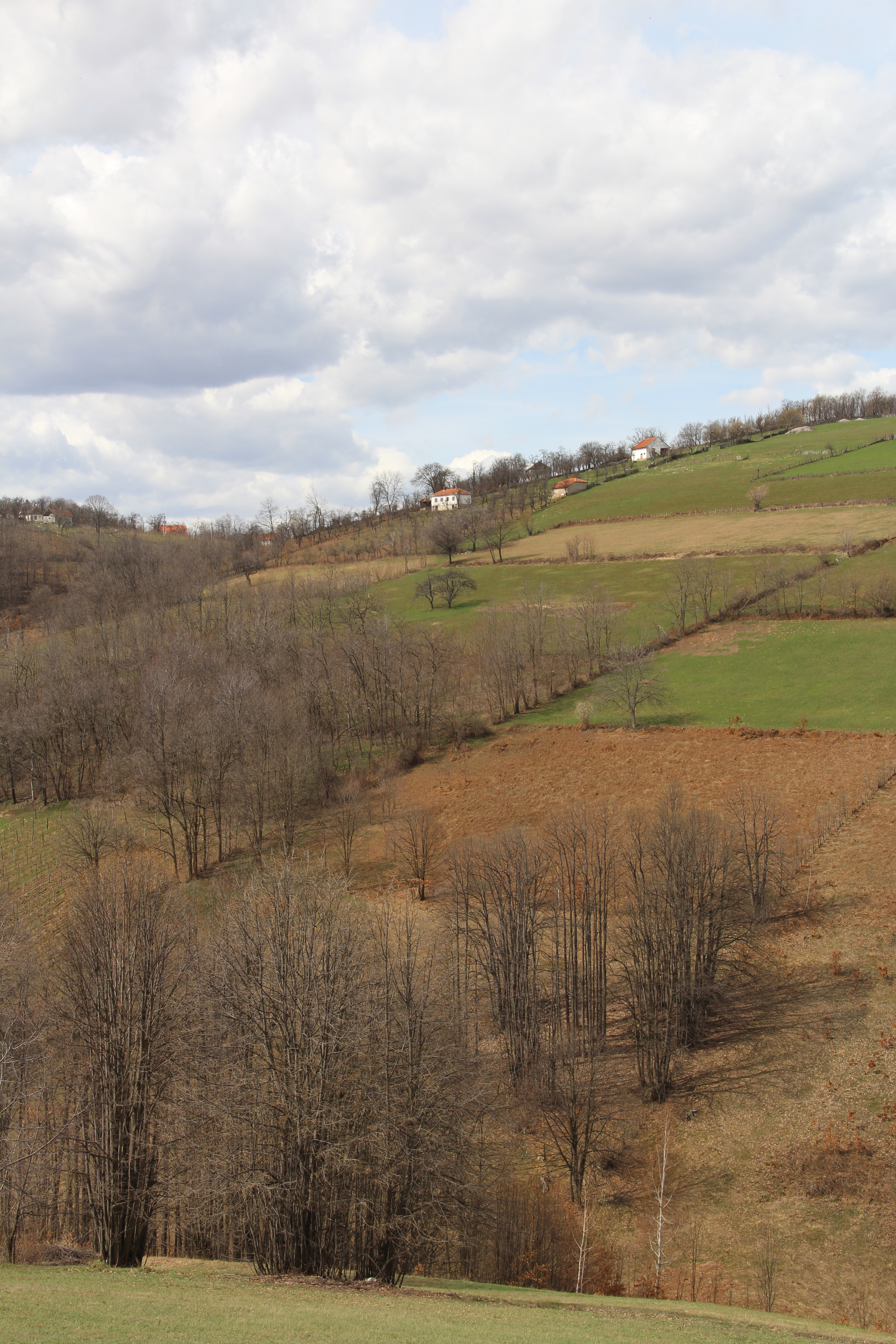
Donje Leskovice - panorama
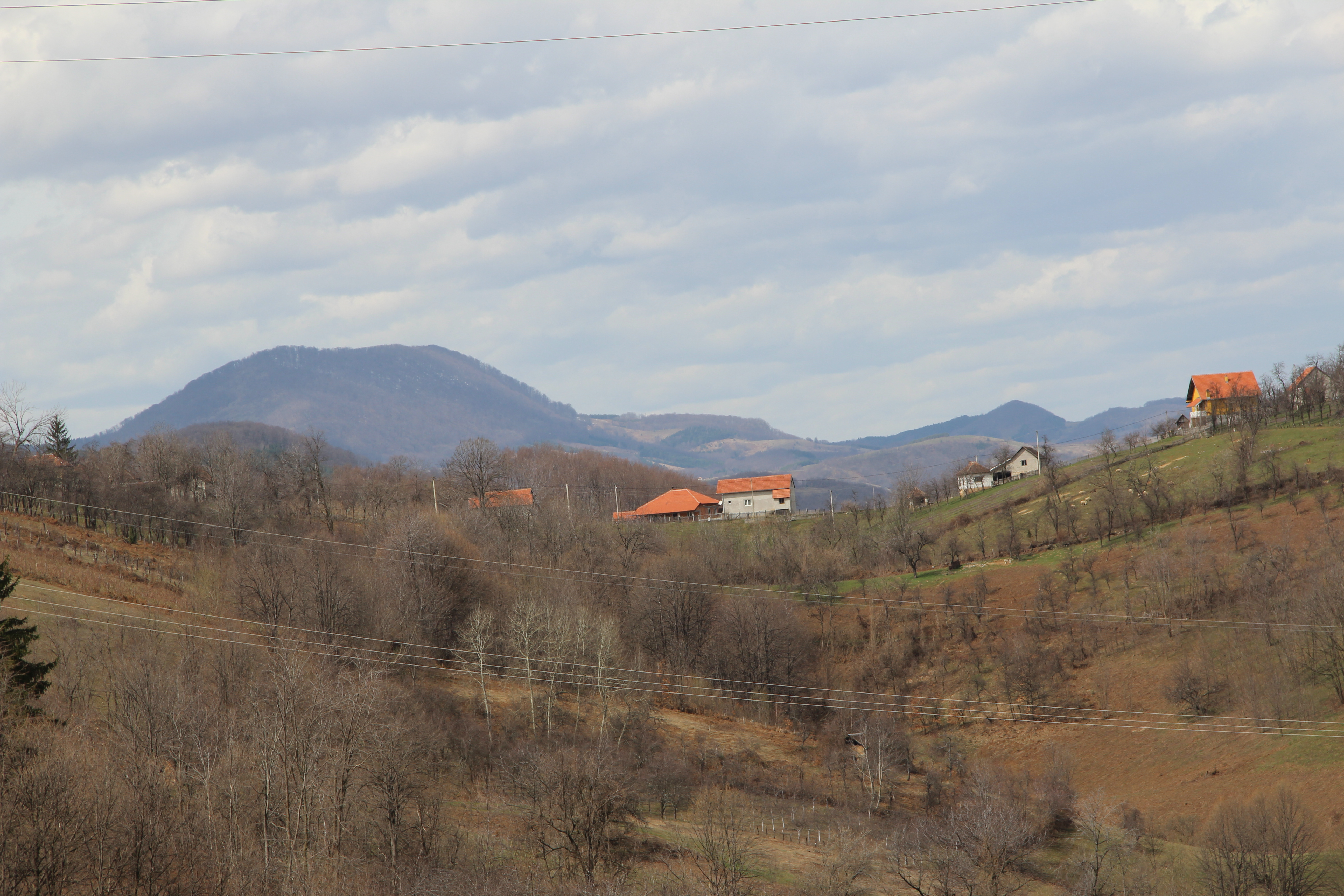
Donje Leskovice - panorama

Donje Leskovice est également connu sous le nom de Leskovica.

## Démographie
| 1948  | 1953  | 1961  | 1971 | 1981 | 1991 | 2002 | 2011 |
| ----- | ----- | ----- | ---- | ---- | ---- | ---- | ---- |
| 1 132 | 1 119 | 1 071 | 933  | 805  | 692  | 597  | 444  |

|  |